# Piequexhimo
Piequexhimo är en ort i Mexiko.   Den ligger i kommunen Villa del Carbón och delstaten Mexiko, i den sydöstra delen av landet, 40 km nordväst om huvudstaden Mexico City. Piequexhimo ligger 2 656 meter över havet och antalet invånare är 276.
Terrängen runt Piequexhimo är kuperad. Runt Piequexhimo är det tätbefolkat, med 790 invånare per kvadratkilometer. Närmaste större samhälle är Nicolás Romero, 14,0 km öster om Piequexhimo. Omgivningarna runt Piequexhimo är en mosaik av jordbruksmark och naturlig växtlighet.